# Галілео Регіо
Регіон Галілео — велика, темна поверхня супутника Юпітера Ганімед.
Регіон Галілео — це регіон на супутнику Юпітера Ганімеді, що складається з давнього темного матеріалу, розбитого тектонічними процесами та оточеного молодшим, яскравішим матеріалом, таким як той, що складає Урек Сулькус, і який піднімався з надр Ганімеда. Вважається, що цей регіон має вік близько 4 мільярдів років, густо вкритий кратерами та палімпсестами. Водночас він характеризується унікальним розподілом борозен і гладкої місцевості, які викликають суперечливі припущення щодо причин і походження цих утворень.
Розподіл гладкої місцевості в Галілео Регіо свідчить про те, що древня кора Ганімеда була відносно тонкою в екваторіальному регіоні та товщала в напрямку до полюсів. Хронологічні відношення, морфологія та геометрія систем борозен не підтримують теорії їхнього походження через удари або припливний стрес. Можливим, але спекулятивним, поясненням є підняття кори, спричинене конвекційною клітиною у формі шлейфу в рідкому мантійному шарі, що лежить під тонкою корою. Стратиграфічні та морфологічні взаємозв'язки між борознами та палімпсестами свідчать про те, що морфологія палімпсестів здебільшого є результатом ударів у реологічно слабку кору, а не в'язкої релаксації.
Регіон обмежений на південному заході Урек Сулькусом, який розташований між ним і регіоном Марій. У самому Регіоні Галілео знаходиться палімпсест Мемфіс Факула — залишок ударного кратера, сплощеного у спосіб, характерний для деяких тіл Сонячної системи з крижаною корою.
Дослідження, проведене у 2020 році Хіратою, Суецугу та Оцукі, припускає, що приблизно 4 мільярди років тому Ганімед, ймовірно, зазнав удару велетенського астероїда. Цей удар був настільки потужним, що міг зумовити зміщення осі супутника. До такого висновку дослідники дійшли, аналізуючи зображення системи борозен на поверхні супутника.  Галілео Регіо є одним із регіонів, які було проаналізовано в межах цього дослідження.